# E.P. Tampa
E.P. Tampa é o terceiro álbum de estúdio da cantora israelense Dana International, lançado pela gravadora IMP Dance em 1995. Esse álbum na verdade é considerado um mini-álbum, por ter apenas sete faixas, o álbum tem um dueto feito com Tzvika Pick, o compositor da música "Diva", que venceu o Festival Eurovisão da Canção de 1998.
Este mini-álbum é composto de três músicas inéditas e quatro remixes de músicas dos seus álbuns anteriores.

## Faixas
| Edição padrão |                                                     |         |  |
| N.º           | Título                                              | Duração |  |
| 1.            | "Ani Rotza Li-chyot"                                | 3:55    |  |
| 2.            | "Mi She-lo Roked - Omed" (com Tzvika Pik)           | 4:00    |  |
| 3.            | "Flash Gordon"                                      | 3:52    |  |
| 4.            | "Layla Tov, Eropa" (Club Remix)                     | 4:09    |  |
| 5.            | "Danna International" (International Remix)         | 4:34    |  |
| 6.            | "Qu'est-Ce Que C'est" (The ti.pi.cal Remix - Italy) | 6:26    |  |
| 7.            | "Betula" (Ethnic Virgin)                            | 3:21    |  |